# Ernst Gaupp
Ernst Gaupp (Beuthen, 1865. július 13. –Breslau, 1916. november) német orvos és egyetemi tanár.
A sziléziai születésű Gaupp Jéna, Königsberg és Breslau egyetemein tanult, 1889-ben doktorált. Ezután Freiburg im Breisgauban, Königsbergben és Breslauban dolgozott anatómusként.